# (5449) 1992 US5
(5449) 1992 US5 es un asteroide perteneciente al cinturón de asteroides, descubierto el 28 de octubre de 1992 por Seiji Ueda y el astrónomo Hiroshi Kaneda desde el Kushiro Marsh Observatory, Hokkaido, Japón.

## Designación y nombre
Designado provisionalmente como 1992 US5.

## Características orbitales
1992 US5 está situado a una distancia media del Sol de 3,024 ua, pudiendo alejarse hasta 3,362 ua y acercarse hasta 2,686 ua. Su excentricidad es 0,111 y la inclinación orbital 9,441 grados. Emplea 1921,33 días en completar una órbita alrededor del Sol.

## Características físicas
La magnitud absoluta de 1992 US5 es 12,6. Tiene 10,819 km de diámetro y su albedo se estima en 0,218. 